# Scarabaeus venerabilis
Scarabaeus venerabilis es una especie de escarabajo del género Scarabaeus, familia Scarabaeidae. Fue descrita científicamente por Harold en 1871.
Habita en la región afrotropical (Etiopía, Somalia, Tanzania).